# Cristo Redentor
Cristo Redentor é uma estátua que retrata Jesus Cristo localizada no topo do morro do Corcovado, a 709 metros acima do nível do mar, dentro do Parque Nacional da Tijuca. Tem vista para parte considerável da cidade brasileira do Rio de Janeiro, sendo a frente da estátua voltada para a Baía de Guanabara e as costas para a Floresta da Tijuca. Feito de concreto armado e pedra-sabão, tem trinta metros de altura (uma das maiores estátuas do mundo), sem contar os oito metros do pedestal, sendo a mais alta estátua do mundo no estilo Art Déco. Seus braços se esticam por 28 metros de largura e a estrutura pesa 1145 toneladas.
O monumento é um santuário católico e a Arquidiocese do Rio de Janeiro administra a estátua e a capela localizada dentro do seu pedestal, além de também ser responsável pelas celebrações e manutenção do conjunto. O direito de gerenciar a estátua foi concedido pela União à Arquidiocese do Rio na década de 1930, mas o acesso à estátua e a administração do platô onde ela se localiza são realizados pelo Parque Nacional da Tijuca, uma Unidade de Conservação federal gerida pelo Instituto Chico Mendes de Conservação da Biodiversidade (ICMBio).
A ideia de construir uma grande estátua no alto do Corcovado foi sugerida pela primeira vez em meados do século XIX, mas foi o Círculo Católico do Rio de Janeiro que conseguiu as doações necessárias para colocar a ideia em prática no início do século XX. O monumento foi construído na França a partir de 1922 através de uma colaboração entre os brasileiros Heitor da Silva Costa e Carlos Oswald, os franceses Paul Landowski e Albert Caquot e o romeno Gheorghe Leonida. Sua inauguração ocorreu no dia 12 de outubro de 1931, dia de Nossa Senhora Aparecida.
Símbolo do cristianismo, o Cristo Redentor também se tornou um ícone cultural do Rio de Janeiro, do Brasil e da América Latina como um todo, sendo retratado no cinema, na televisão e em músicas. O Corcovado é um importante ponto turístico, que recebe, em média, 2 milhões de visitantes por ano. Em 2007, foi eleito informalmente como uma das sete maravilhas do mundo moderno e, em 2012, a UNESCO considerou o Cristo Redentor como parte da paisagem do Rio de Janeiro incluída na lista de Patrimônios da Humanidade.

## História

### Antecedentes
O Mirante do Corcovado já era um ponto de visitação da elite imperial antes da construção da estátua do Cristo Redentor. Em 1884, o acesso a cavalo por uma tortuosa estradinha de terra foi substituído pelo acesso ferroviário para ampliar as possibilidades e o conforto da visitação ao Mirante, que ganhou também um Chapéu de Sol de ferro fundido no ano subsequente. 
A ideia de construir uma grande estátua no alto do Corcovado foi sugerida pela primeira vez em meados da década de 1850, quando o padre Pedro Maria Boss sugeriu a colocação de um monumento cristão no Monte do Corcovado para homenagear a Princesa Isabel, regente do Brasil e filha do Imperador Dom Pedro II. A princesa gostou da ideia e chegou a dar apoio à construção da obra.
Na época da assinatura da Lei Áurea, diante da possibilidade de homenagem com uma estátua que a representaria como “A redentora”, a Princesa Isabel não aceitou o pedido, conforme o aviso de 2 de agosto de 1888, destacando que a homenagem deveria ser feita ao verdadeiro “Redentor dos homens”, com uma imagem ao Sagrado Coração de Jesus. Em 1889, o país se tornou uma república e, com a oficialização da separação entre Igreja e Estado, a proposta foi descartada.
A segunda proposta de uma estátua no topo da montanha foi feita em 1920, pelo Círculo Católico do Rio de Janeiro. O grupo organizou um evento chamado "Semana do Monumento" para atrair doações e recolher assinaturas para apoiar a construção da estátua. As doações vieram principalmente de católicos brasileiros. Os projetos considerados para a "Estátua do Cristo" incluíam uma representação da cruz cristã, uma estátua de Jesus com um globo nas mãos e um pedestal que simbolizaria o mundo. A estátua do Cristo Redentor de braços abertos, um símbolo de paz, foi a escolhida. O engenheiro local Heitor da Silva Costa projetou a estátua, que foi esculpida por Paul Landowski, um escultor franco-polonês.
Apesar de, atualmente, protestantes de todo o mundo visitarem o Cristo, inicialmente os líderes da Igreja Batista eram contrários à construção dele, chegando a propor que o dinheiro arrecadado fosse usado na construção de uma obra beneficente. Em 23 de março de 1923, os seguidores da Igreja Batista publicaram uma nota no O Jornal Batista, órgão oficial da Convenção Batista Brasileira em que afirmavam que a construção "será, a um tempo, um atestado eloquente de idolatria da Igreja de Roma" e sugeriram que o dinheiro arrecadado para a construção deveria ser utilizado em obras assistenciais.

### Construção e inauguração

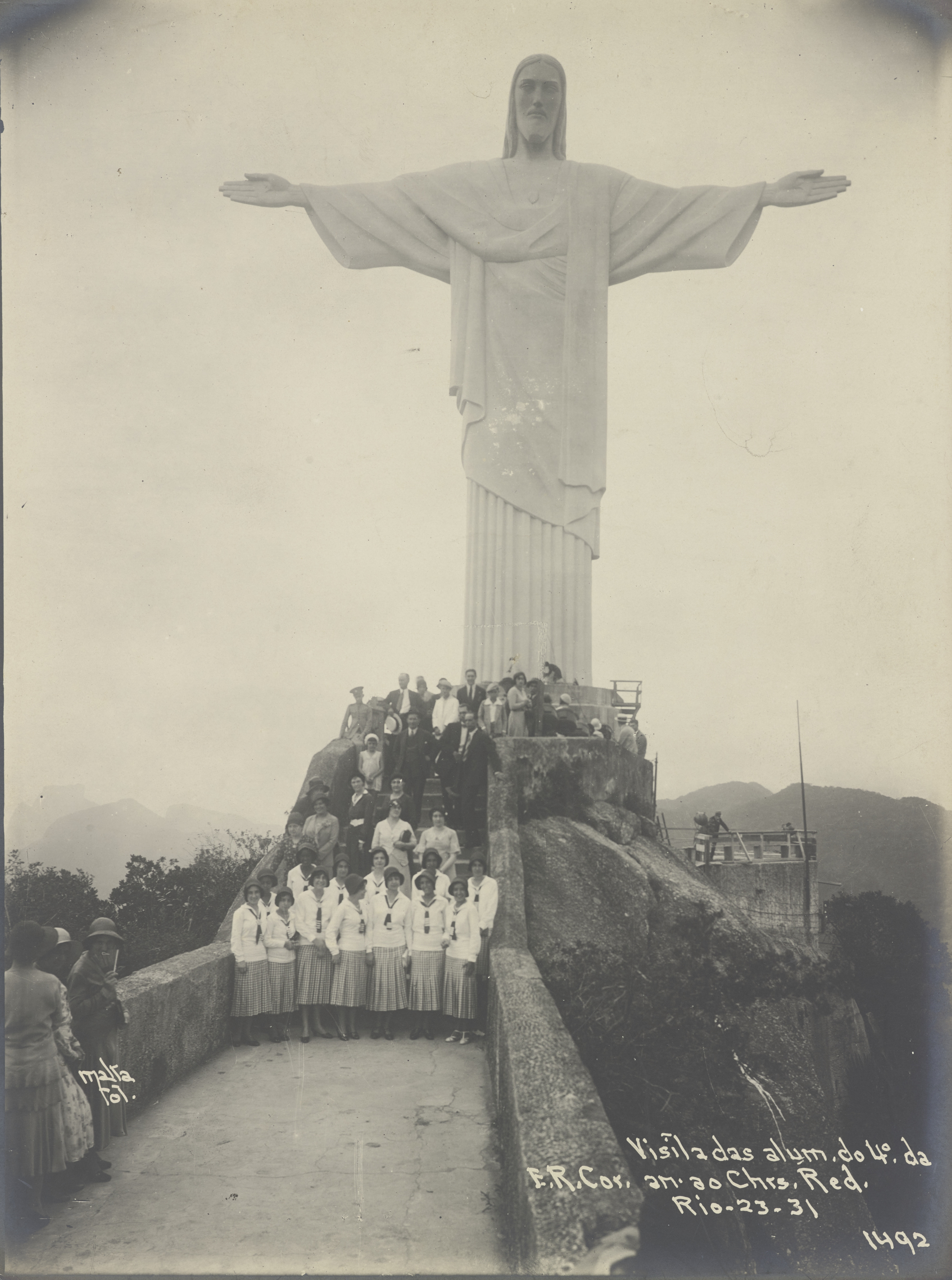
A estátua em 1931.

Cristo Redentor é a maior estátua do mundo no estilo Art Déco. O rosto da estátua foi criado pelo escultor Gheorghe Leonida, que nasceu em Galati, na Romênia, em 1893. Estudou escultura no Conservatório Belas Artes de Bucareste, em seguida, após estudos de mais três anos na Itália, ele ganhou um prêmio de escultura Reveil ("Despertar"). Depois ele se mudou para Paris, onde sua obra Le Diable ("O Diabo") foi premiada com o Grand Prix. Tornando-se famoso na França como retratista, ele foi incluído por Paul Landowski na equipe que começou a trabalhar no Cristo Redentor em 1922. Gheorghe Leonida contribuiu retratando o rosto de Jesus Cristo na estátua, fato que o tornou famoso.
Um grupo de engenheiros e técnicos estudou as apresentações de Landowski e tomou a decisão de construir a estrutura em concreto armado (projetado por Albert Caquot) em vez de aço, mais adequado para uma estátua em forma de cruz. As camadas exteriores são feitas de pedra-sabão, escolhida por suas qualidades duradouras e facilidade de uso. A construção durou nove anos (entre 1922 e 1931) e custou o equivalente a 250 mil dólares (ou 3,3 milhões de dólares em valores de 2014). O monumento foi inaugurado em 12 de outubro de 1931.

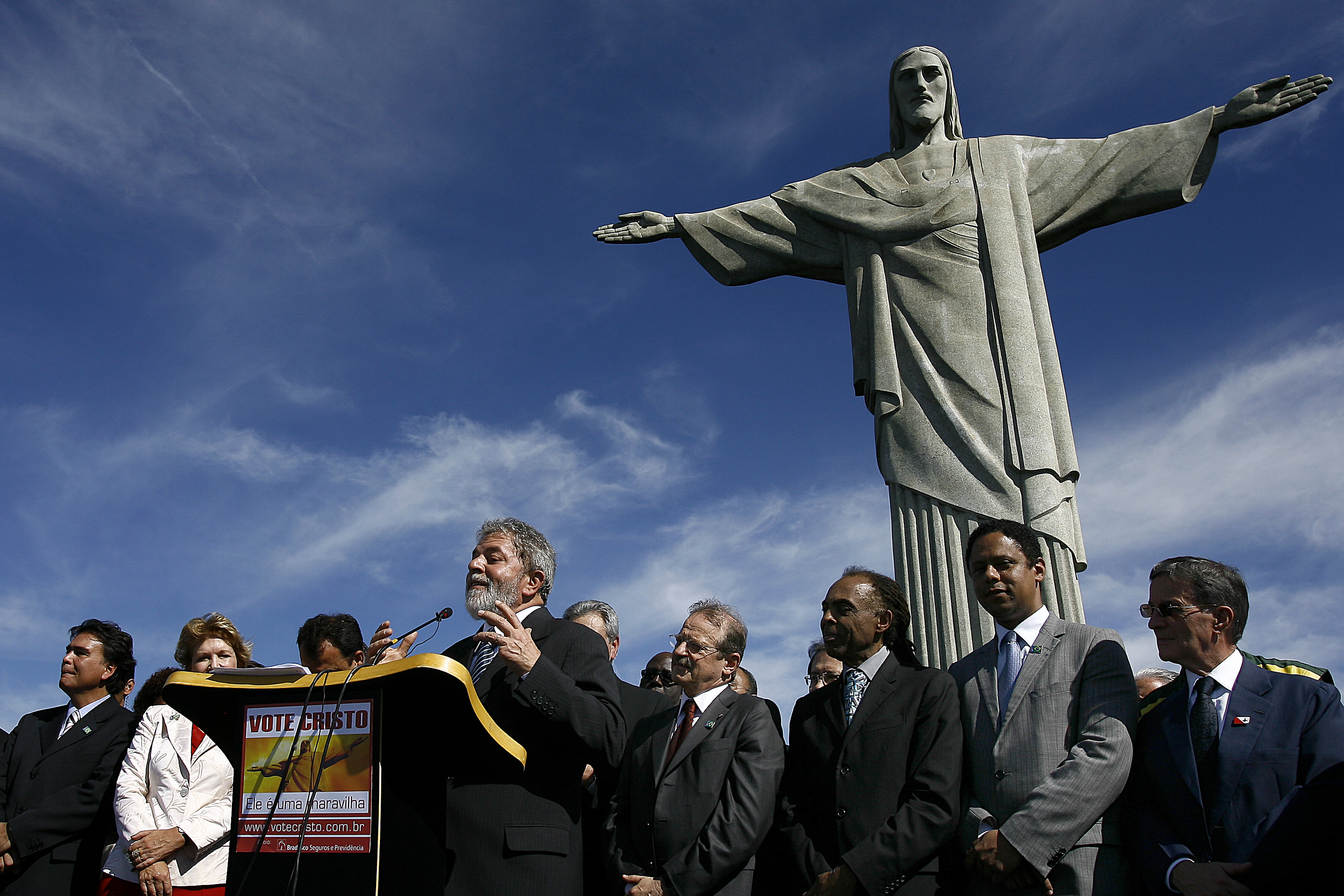
Presidente Lula da Silva promove em 2007 o Cristo como uma das novas sete maravilhas do mundo.

Durante a cerimônia de inauguração, a estátua foi iluminada por uma bateria de holofotes que acionada remotamente pelo pioneiro da rádio de ondas curtas, Guglielmo Marconi, que estava a 9.200 quilômetros de distância, em Roma, na Itália. A sua missa de inauguração aconteceu no Estádio de Laranjeiras, igualmente ocorrida no dia 12 de outubro de 1931.
Em outubro de 2006, no 75 º aniversário da conclusão da estátua, o Arcebispo do Rio de Janeiro, o cardeal Eusébio Oscar Scheid, consagrou uma capela em homenagem a Nossa Senhora Aparecida, a padroeira do Brasil, sob a estátua. Isso permite que os católicos possam realizar batismos e casamentos no local. No dia 7 de julho de 2007, em uma festa realizada em Portugal, o Cristo Redentor foi incluído entre as novas sete maravilhas do mundo. A decisão, após um concurso informal, foi baseada em votos populares (internet e telefone), votação que ultrapassou a casa dos cem milhões de votos. Todavia, o concurso não foi apoiado pela Organização das Nações Unidas para a Educação, a Ciência e a Cultura (UNESCO), que apontou a falta de critérios científicos para a escolha das maravilhas.

### Danos e restaurações

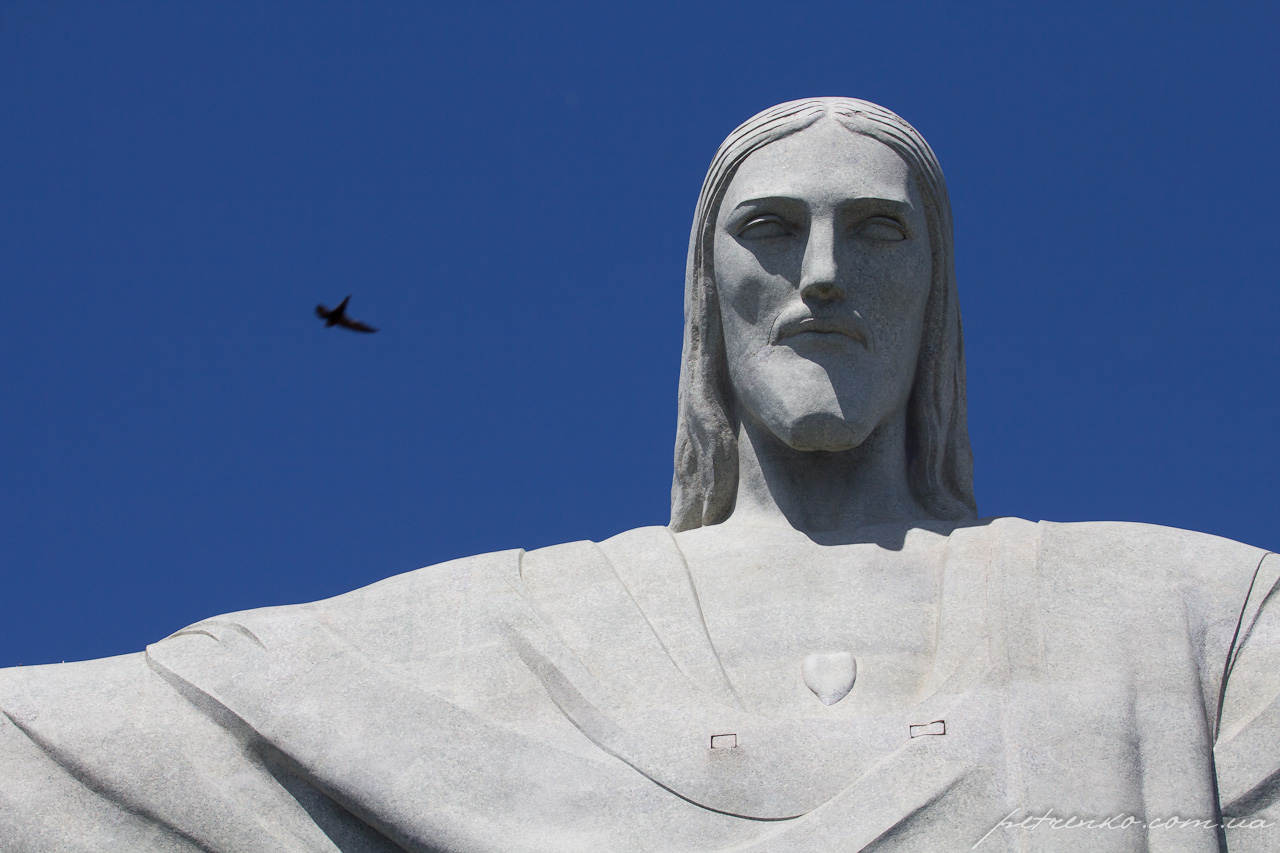
Detalhe do rosto do monumento.

Em 1990, um trabalho de restauração foi realizada por meio de um acordo entre várias organizações, incluindo a Arquidiocese do Rio de Janeiro, empresa de mídia Rede Globo, a companhia petrolífera Shell do Brasil, o regulador ambiental Ibama, o Instituto do Patrimônio Histórico e Artístico Nacional e o governo do município do Rio de Janeiro.
Em 2003, mais transformações na estátua e em seus arredores foram realizadas, quando um conjunto de escadas rolantes, passarelas e elevadores foram instalados para facilitar o acesso à plataforma em torno da estátua. Em 2010, uma restauração maciça da estátua foi realizada. O monumento foi lavado, a argamassa e pedra-sabão que cobrem a estátua foram substituídos, a estrutura interna de ferro foi restaurada e a estátua tornou-se à prova d'água. Um incidente ocorreu durante a restauração quando picharam um dos braços em um ato de vandalismo. O prefeito Eduardo Paes chamou o ato "um crime contra a nação". Os culpados mais tarde pediram desculpas e se apresentaram à polícia.

Comparação da altura do Cristo e das estátuas Estátua da Unidade; Buda do Templo da Primavera; Estátua da Liberdade; Mãe Pátria; e David.

A restauração de 2010 envolveu cem pessoas e usou mais de 60 mil pedaços de pedra retirados da mesma pedreira que a estátua original. Durante a inauguração da restauração, a estátua foi iluminada em verde-e-amarelo em apoio a Seleção Brasileira de Futebol, que estava jogando na Copa do Mundo FIFA de 2010.
A estátua foi atingida por um raio durante uma violenta tempestade em 10 de fevereiro de 2008 e sofreu alguns danos nos dedos, cabeça e sobrancelhas. Um esforço de restauração foi posto em prática pelo governo do estado do Rio de Janeiro para substituir algumas das camadas de pedra-sabão exteriores e reparar os para-raios instalados na estátua. O monumento foi danificado novamente por um raio em 17 de janeiro de 2014, quando um dedo na mão direita foi destruído.
Além dos relâmpagos, a estátua está exposta a fortes ventos e a erosão, por isso os trabalhos de manutenção do monumento devem ser realizados periodicamente. A pedra original pálida não está mais disponível em quantidades suficientes e as pedras substitutas estão cada vez com tons mais escuros.

## Infraestrutura

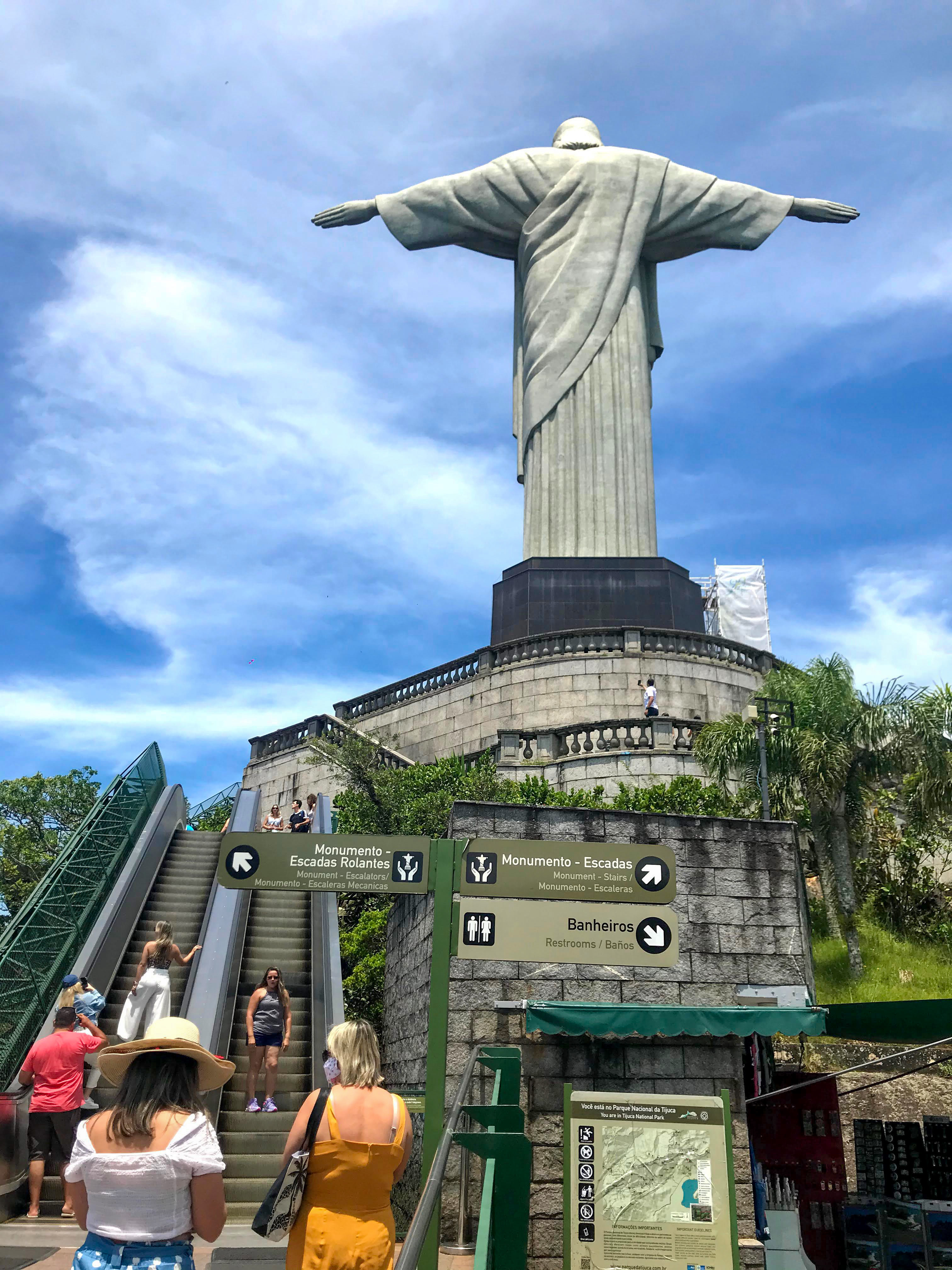
Acesso ao Cristo Redentor.

### Parque Nacional da Tijuca
O monumento está em área cedida pela União à Arquidiocese do Rio na década de 1930, mas o acesso à estátua é realizado através do Parque Nacional da Tijuca, administrado pelo Instituto Chico Mendes de Conservação da Biodiversidade (ICMBio) e que realiza a cobrança de ingresso. Apesar de a manutenção do monumento demandar recursos consideráveis da Arquidiocese do Rio, o valor referente à bilheteria de acesso à estátua segue integralmente para o órgão federal.

### Santuário católico
Em 12 de outubro de 2006 a estátua foi transformada num santuário católico nas comemorações de seus 75 anos. Há também, na base do monumento, uma capela católica devotada a Nossa Senhora Aparecida, onde há celebrações católicas como casamentos e batizados.
Em 21 de novembro de 2007, o superintendente do Instituto Brasileiro do Meio Ambiente e dos Recursos Naturais Renováveis, Rogério Rocco, afirmou que, a partir daquela data, os católicos poderiam entrar gratuitamente no Cristo Redentor, mas apenas para celebrações religiosas em datas agendadas pela Arquidiocese do Rio de Janeiro.

### Trem do Corcovado

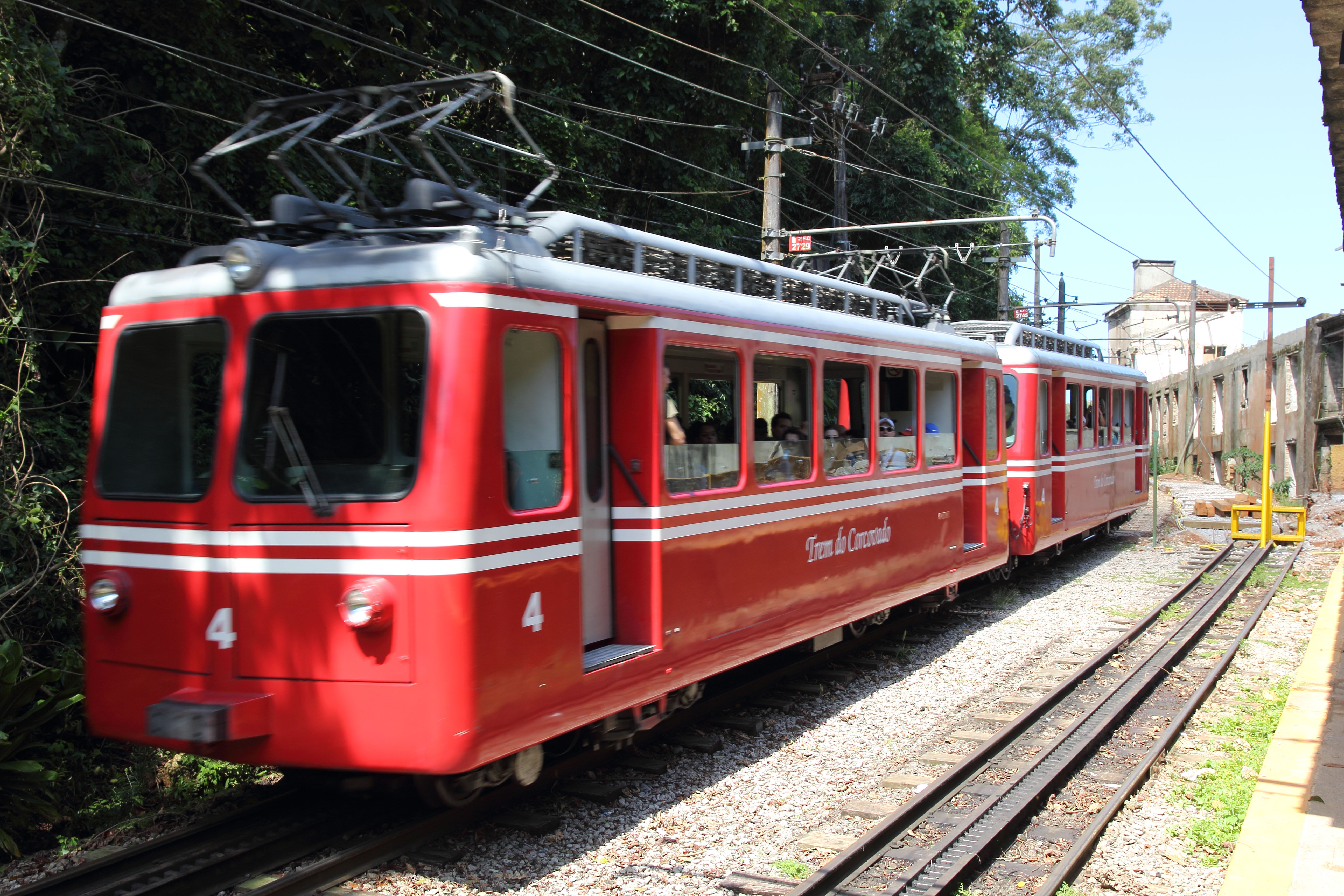
Trem do Corcovado.

O Trem do Corcovado é uma linha férrea que começa no bairro do Cosme Velho e segue até o cume do morro do Corcovado, a uma altitude de 710 m. A linha foi inaugurada pelo imperador Dom Pedro II em 9 de outubro de 1884. É, portanto, mais antigo que o monumento do Cristo Redentor, que foi aberto à visitação em 1931. De fato, as peças para a montagem da estátua do Cristo foram transportadas pelo próprio trem ao longo de quatro anos.
A linha possui 3,824 m de extensão e conta com sistema de cremalheira aderência para auxiliar a tração. O sistema utiliza bitola métrica e o raio mínimo de curva é 100 metros. A ferrovia do Corcovado utiliza tração elétrica, sendo uma das poucas que ainda utilizam um sistema elétrico trifásico, possuindo assim dois cabos aéreos para alimentação dos 4 trens, cada qual com dois vagões. O trajeto é completado em cerca de 20 minutos, sendo que um trem parte a cada meia hora, o que dá ao sistema uma capacidade de transporte de 345 passageiros por hora.

## Impacto cultural

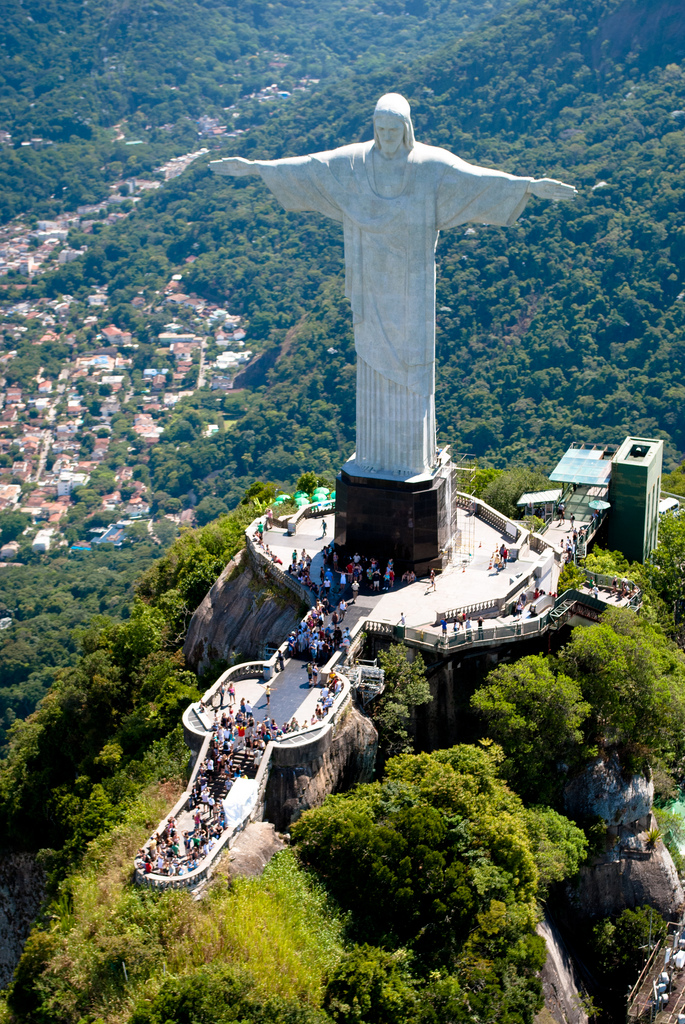
Vista aérea da estátua.

### Música
O monumento aparece em diversas canções, como tema ou citada em músicas de vários artistas e bandas, como os Titãs, Tom Jobim, Raul Seixas, Gabriel, o Pensador, Caetano Veloso, Belchior, Teixeirinha, Chico Buarque, Cazuza, Camisa de Vênus, Zélia Duncan, Capital Inicial, Toquinho, Nara Leão e Vinícius de Moraes.

### Cinema
O Cristo Redentor também é referência em obras cinematográficas, brasileiras e internacionais. No cinema nacional, em 1967, o filme Ritmo de Aventura mostra Roberto Carlos sendo perseguido por um grupo de mafiosos e ele também aparece no braço do monumento. A estátua também aparece na última cena de O Homem que Copiava (2003) e no filme Redentor (2004), do diretor Cláudio Torres, onde o monumento é uma representação de Deus, além de outros filmes.
No cinema internacional, a estátua já foi "destruída" no filme 2012 (2009) e também pode ser vista em Velozes e Furiosos 5 (2010), no penúltimo filme da saga Crepúsculo, Amanhecer - Parte 1 (2011), além das animações Rio e Rio 2 (2011).

### Televisão
Em 1991, o humorista Renato Aragão escalou o Cristo Redentor, no Rio de Janeiro, com o intuito de agradecer o sucesso de sua carreira, principalmente como o personagem Didi, de Os Trapalhões. Em julho daquele ano, o humorista saiu de dentro do monumento e foi até a mão direita do Cristo para beijá-la. Um dos momentos mais tensos foi quando precisou voltar da mão, de costas, para o corpo da estátua.
Em 2012, foi a vez da apresentadora Eliana escalar o Cristo Redentor, repetindo o gesto de agradecimento pelo sucesso de sua carreira televisiva. A apresentadora também saiu de dentro do monumento e desta vez se dirigiu ao lado direito da cabeça do Cristo para beijá-la. Na série de tevê Life After People, o episódio Wrath of God mostra o Cristo Redentor, após 250 anos sem pessoas para fazerem sua manutenção, desabando sobre o Corcovado.[carece de fontes?]

### Direitos de imagem

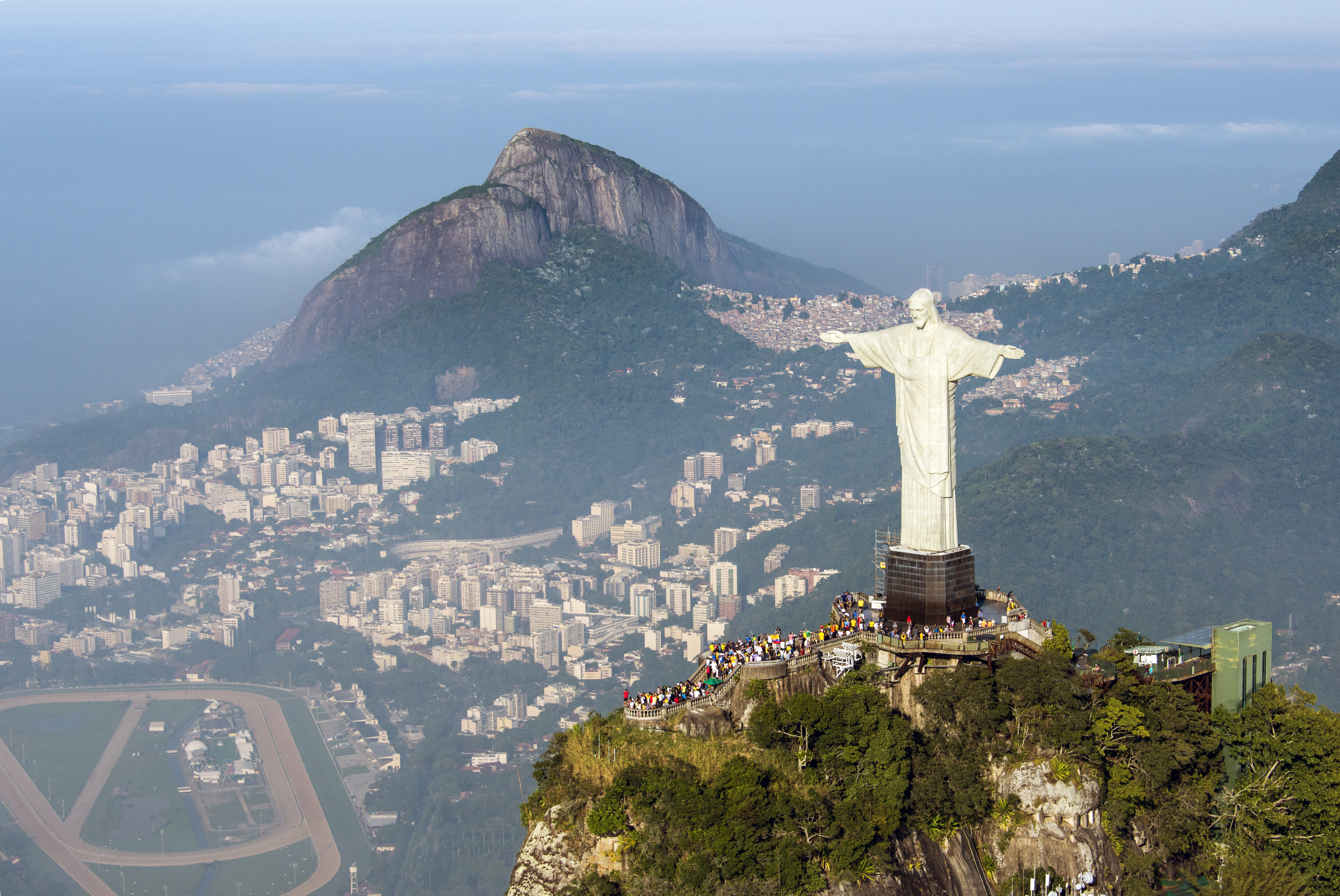
Vista aérea do Cristo em 2014.

Os direitos comerciais da estátua foram objetos de contenda pela família do escultor Paul Maximilian Landowski quando uma joalheria foi autorizada pela Arquidiocese de São Sebastião do Rio de Janeiro, que administra o monumento, a comercializar produtos que retratavam o Cristo Redentor. A família de Landowski moveu ação reivindicando direitos autorais sobre o uso da imagem do Cristo, mas a Justiça negou o pedido.
Em 2014, a Arquidiocese do Rio vetou a veiculação de uma cena do filme Inútil Paisagem, de José Padilha, em que o Cristo aparece por considerá-la desrespeitosa. Dias depois, por conta da repercussão negativa, a Igreja voltou atrás e liberou o uso da imagem do monumento.
A questão geral é polêmica, e surgiram boatos de que o governo federal estaria cogitando a hipótese de assumir os direitos de imagem da estátua, o que foi negado pelo Ministério da Cultura na época.